# Gaétan Proulx

Bischofswappen von Gaétan Proulx.

Gaétan Proulx OSM (*  27. Mai 1947 in Saint-Denis-de-Brompton) ist ein kanadischer Ordensgeistlicher und emeritierter römisch-katholischer Bischof von Gaspé.

## Leben
Gaétan Proulx trat der Ordensgemeinschaft der Serviten am 5. September 1969 bei, legte die Profess am 2. Dezember 1973 ab und der Erzbischof von Sherbrooke, Louis Joseph Jean Marie Fortier, weihte ihn am 8. Juni 1976  zum Priester.
Papst Benedikt XVI. ernannte ihn am 12. Dezember 2011 zum Weihbischof in Québec und Titularbischof von Azura. Die Bischofsweihe spendete ihm der Erzbischof von Québec, Gérald Cyprien Lacroix ISPX, am 25. Februar des nächsten Jahres; Mitkonsekratoren waren Paul Lortie, Bischof von Mont-Laurier, und Gilles Lemay, Bischof von Amos.
Von 2012 bis 2015 war er Generalvikar und Moderator der Diözesankurie des Erzbistums Québec.
Am 2. Juli 2016 ernannte ihn Papst Franziskus zum Bischof von Gaspé. Papst Franziskus nahm am 23. Februar 2023 das altersbedingte Ruhestandsgesuch von Gaétan Proulx an.